# Gneiss Peak
Der Gneiss Peak ist ein 103 m (nach chinesischen Angaben 122 m) hoher und kegelförmiger Berg an der Ingrid-Christensen-Küste des ostantarktischen Prinzessin-Elisabeth-Lands. In den Larsemann Hills ragt er 1,7 km nordwestlich des Blundell Peak auf.
Das Antarctic Names Committee of Australia benannte ihn 1987 nach dem Gneis, dem vorherrschenden Gestein des Bergs. Chinesische Wissenschaftler gaben ihm dagegen 1991 in Anspielung auf das verwitterte Gestein an seinem Gipfel den Namen Song Shan (chinesisch 鬆山 ‚Lockerer Berg‘).